# Pairilhac e Milhac
Pairilhac e Milhac (en francès Peyrillac-et-Millac) és un municipi francès situat al departament de la Dordonya i a la regió de la Nova Aquitània.

## Demografia
| 1962                                       | 1968 | 1975 | 1982 | 1990 | 1999 | 2007 |
| ------------------------------------------ | ---- | ---- | ---- | ---- | ---- | ---- |
| 221                                        | 233  | 215  | 225  | 214  | 214  | 205  |
| Des de 1962: població sense dobles comptes |      |      |      |      |      |      |

## Administració
| Període   | Identitat       | Partit |
| --------- | --------------- | ------ |
| 1945-1966 | Louis Fadeuille |        |
| 1966-1977 | Philippe Levet  |        |
| 1977-1989 | Jean Francès    |        |
| 1989-2008 | Michèle Levet   |        |
| 2008-     | Sylvie Mansouri |        |